# Ugerup
Ugerup (svensk: Ugerup) er en herregård i Köpinge socken i Kristianstads kommun, Skåne, i det tidligere Gärds herred.
Ugerup tilhørte i 1380'erne slægten Krognos. Derefter slægten Urup, den slægt, der tog sit navn fra godset. I 1700-tallet tilhørte det slægten Barnekow og i 1800-tallet blandt andet den danske slægt Reventlow. 
Den nuværende hovedbygning i 2 plan blev opført i 1714 af Kjell Barnekows enke Margareta von Ascheberg og blev restaureret i 1858 og 1920. 